# Patrons de substitució en hidrocarburs aromàtics
Els patrons de substitució en hidrocarburs aromàtics formen part de la química orgànica dels derivats del benzè i defineixen la posició dels substituents diferents de l'hidrogen en relació als àtoms de carboni de l'hidrocarbur aromàtic.

## Substitucióortho,metaipara, en derivats di-substituïts

Principals patrons de substitució en hidrocarburs aromàtics.

Els àtoms de carboni de l'anell hexagonal del benzè es nomenen de l'1 al 6, començant amb el carboni que tingui un substituent diferent de l'hidrogen i en el sentit en què els números que s'empren com localitzadors siguin els més baixos possibles.
- A la substitució orto, els dos substituents ocupen posicions pròximes o contigües entre si, que es numeren com carbonis 1 i 2. A la figura, aquestes posicions s'han assenyalat amb els símbols R i orto.
- A la substitució meta, els dos substituents ocupen les posicions 1 i 3. A la figura, aquestes posicions s'han assenyalat amb els símbols R i meta.
- A la substitució para, els dos substituents ocupen les posicions oposades 1 i 4. A la figura, aquestes posicions s'han assenyalat amb els símbols R i para.

Les toluidines serveixen com a exemple d'aquests tres tipus de substitució.

## Substitucióipso,meso, iperi
- Substitució en posició  ipso .
- Substitució en posició  meso .
- Substitució en posició  peri .

Substitució en posició Ipso descriu un compost amb dos substituents que comparteixen la mateixa posició de l'anell en un compost intermediari d'una substitució electrofílica aromàtica.
Substitució en posició Meso es refereix als substituents que ocupen una posició bencílica. S'observa en compostos com calixarens i acridines.
Substitució en posició Peri passa a compostos com el naftalè pels substituents en les posicions 1 i 8.

## Substituciócineitele
- A la substitució cine, el grup entrant pren una posició adjacent a l'ocupada pel grup sortint. Per exemple, la substitució cine s'observa en la química de l'Arinos. [1]
- La substitució tele té lloc quan la nova posició s'allunya de l'anell en més d'un àtom. [2]

## Origen
Els prefixos orto, meta, i para, deriven del grec, i signifiquen recte o correcte, següent o després, i similar a o semblant, respectivament. La relació amb el significat actual potser no sigui tan òbvia. La denominació orto es va usar històricament per poder designar al compost original, i un isòmer era anomenat el compost meta . Per exemple, els noms tradicionals: àcid ortofosfòric i àcid metafosfòric no tenen res a veure amb els compostos aromàtics. De la mateixa manera, la denominació para es va reservar només pels compostos estretament relacionats. Berzelius va anomenar originalment la forma racèmica de l'àcid aspàrtic àcid para-aspàrtic (o simplement àcid racèmic, un altre terme obsolet de 1830 .
L'ús de les denominacions orto, meta i para, pels anells benzènics amb dos substituents es va iniciar amb Wilhelm Körner en el període 1866-1874 encara que ell va escollir reservar el prefix orto per a l'isòmer 1,4 i el prefix meta per a l'isòmer 1,2. La nomenclatura actual (de nou diferent) va ser introduïda per la Chemical Society el 1879.

## Exemples
Un exemple d'ús d'aquesta nomenclatura es dona en els isòmers del cresol:
Catecol (orto), resorcinol (meta) i hidroquinona (para) també són isòmers:
El àcid ftàlic (orto) té dos isòmers, l'isòmer "meta" o àcid isoftàlic i l'isòmer "para" o àcid tereftàlic: